# 韦斯·哈丁
韦斯利·內森·希尔顿·哈丁（英語：Wesley Nathan Hylton Harding；1996年10月20日—）是一位牙買加足球運動員，在場上的位置是中後衛或右邊衛。現效力於英格蘭足球甲級聯賽球隊罗瑟勒姆。

## 球會生涯
韦斯·哈丁生於莱斯特，16歲時從阿士東維拉足球學院轉至伯明翰足球學院。2015年5月，哈丁與球會簽下首份職業合約，為期兩年。2016年8月9日，他被外借至全國聯北球會阿尔费登镇一個月，並在翌日對根斯堡三位一體賽事先發上場，擔任右邊衛。他踢足全場90分鐘賽事，球隊亦以4-0取勝。接下的兩場比賽他亦有上場參加，但之後因為半月板撕裂而回到伯明翰。
2017/18球季，伯明翰延長了哈丁的合約一年，並參加了一線隊的季前熱身賽。2017年8月8日，他首次代表球會上場，參加英格蘭聯賽盃主場對克劳利镇賽事，結果以5-1取勝晉級。他亦有參加第二輪比賽對伯恩茅斯，在23分鐘入替受傷的埃米利奧·恩蘇埃。2018年2月，哈丁與球會簽下新合約至2020年。
新任教練加里·蒙克給予哈丁一線隊比賽機會，2018年3月17日對赫尔城比賽中首次在職業聯賽上場，最終以3-0全取三分。之後他繼續以先發身份出戰餘下聯賽賽事，並贏得球會年佳最佳年青球員獎。

## 外部連結
- 伯明翰足球會球員介紹 （页面存档备份，存于）